# 保羅·安東尼奧·達·奧利華拉
保羅·安東尼奧·達·奧利華拉（Paulo Antonio de Oliveira，1982年7月16日—），生于巴西馬托格羅索州庫亞巴，巴西职业足球运动员，现效力于日本職業足球联赛球会大分三神队。他曾經被選入巴西U-23，但是最終未能晉級2004年奧運。2005年，效力於京都不死鳥時攻入22球，為該季日本職業乙級足球聯賽最佳射手，助球隊升級。2010年在甲府風林，同樣以高效率的進球也使球隊升上J1。